# Eostegana inclinata
Eostegana inclinata är en tvåvingeart som beskrevs av Toyohi Okada 1982. Eostegana inclinata ingår i släktet Eostegana och familjen daggflugor. Inga underarter finns listade i Catalogue of Life.